# Lessia Oukraïnka
Laryssa Kossatch-Kvitka (en ukrainien : Лариса Косач-Квітка), plus connue sous le nom de Lessia Oukraïnka (en ukrainien : Леся Українка), est une écrivaine, traductrice, critique et poétesse ukrainienne, née le 13 février 1871 (25 février dans le calendrier grégorien) à Novohrad-Volynskyï (aujourd'hui Zviahel), et morte le 19 juillet 1913 (1er août dans le calendrier grégorien) à Sourami. Également engagée activement dans la politique et le féminisme, elle fréquentait des marxistes et des sociaux-démocrates.
Elle a écrit dans une grande variété de genres : poésie, paroles de chansons, théâtre, prose, et journalisme. Elle a également travaillé dans le domaine de la musique folklorique, avec 220 mélodies enregistrées à partir de sa voix, et a participé activement au mouvement national ukrainien. Son œuvre la plus célèbre est la pièce de théâtre La Chanson de la Forêt (Лісова пісня).
Elle était mariée au musicologue Clément Kvitka.

## Biographie
Lessia Oukraïnka est née en 1871 en Volhynie. Elle est la fille d'Olha Drahomanova-Kossatch (plus connue sous le nom d'Olena Ptchilka), écrivaine et éditrice, et de Petro Antonovytch Kossatch.
Ses parents étaient liés à nombre de personnalités dont le compositeur Mykola Lyssenko, le poète et dramaturge Mykhaïlo Starytsky. Son oncle maternel, Mykhaïlo Drahomanov est un éminent scientifique et historien ukrainien, il est considéré comme son mentor spirituel.
À neuf ans, en écho à la déportation de sa tante en Sibérie par l'administration tsariste pour participation au mouvement de libération nationale, elle écrit son premier poème L'Espérance, Loutsk, 1880, (Traduction d'Henri Abril) :

« Je n'ai plus ni bonheur ni liberté

Une seule espérance m'est restée :

Revenir un jour dans ma belle Ukraine,

Revoir une fois ma terre lointaine,

Contempler encore le Dniepr si bleu

-- Y vivre ou mourir importe bien peu --,

Revoir une fois les tertres, les plaines,

Et brûler au feu des pensées anciennes...

Je n'ai plus ni bonheur ni liberté,

Une seule espérance m'est restée. »

Autodidacte car la tuberculose l'empêchait de fréquenter l'école, polyglotte sachant parler anglais, français, allemand, italien, polonais, russe, bulgare et sa langue maternelle, l'ukrainien. Elle lisait dans le texte mais traduisait aussi des œuvres de la littérature universelle (Byron, Mickiewicz, Gogol, Heine, Hugo, ou encore le Manifeste du parti communiste et autres ouvrages marxistes). Ce don pour les langues lui a aussi servi pour se rendre en Égypte, en Italie, en Allemagne (Berlin), en Autriche-Hongrie (Vienne), en Bulgarie et dans l'Empire russe (Crimée, Géorgie) où elle séjournait dans les cliniques, les sanatoriums, les pensions pour lutter contre la maladie qui l'épuisait. Son amour de la terre natale uni à son ouverture d'esprit aux cultures étrangères l'amena à concevoir une « Bibliothèque mondiale » destinée au lecteur ukrainien pour lui faire découvrir le patrimoine culturel de l'humanité.
Très liée à Ivan Franko par les idées révolutionnaires et une étroite amitié, il la comparait à Taras Chevtchenko, elle lui dédia son poème Larmes ô perles en 1891.
Elle publia le cycle des Chants des esclaves en 1895. À partir de cette œuvre, « son lyrisme social et politique ira jusqu'à l'audace et la protestation révolutionnaire ».
Elle a été emprisonnée en 1907. Puis laissée sous surveillance policière. Elle consacre alors trois cents roubles de sa dot à collecter des musiques et chants ukrainiens.
En 1908, elle rejoint le Club ukrainien qui regroupe des intellectuels ukrainiens.
Morte de la tuberculose lors de son séjour à Sourami, la poétesse est inhumée au cimetière Baïkov à Kyïv. La maison à Sourami où jadis elle séjournait accueille aujourd'hui son musée.

## Galerie d'images

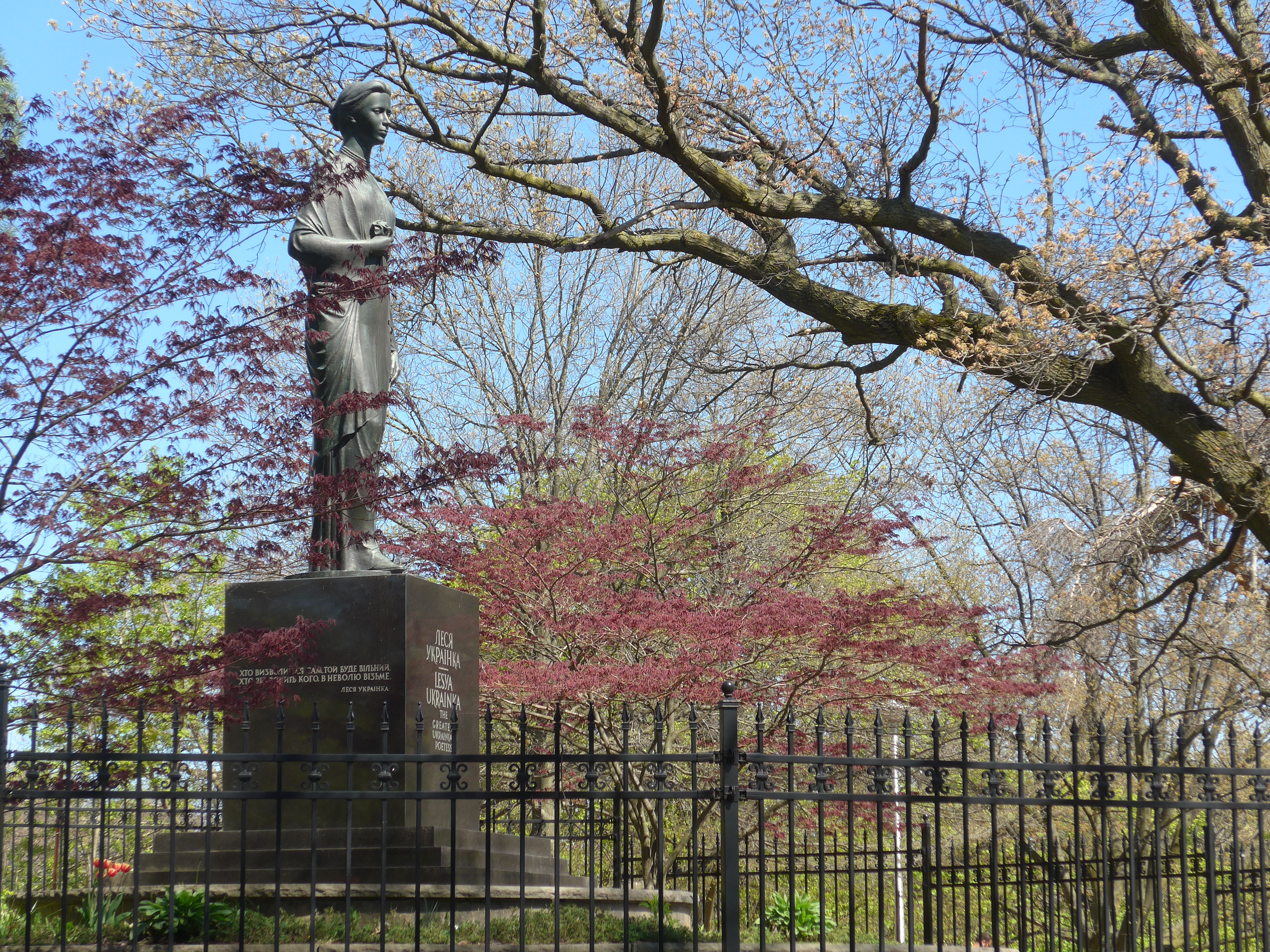
Monument à Lessia Oukraïnka par le sculpteur Mykaïlo Tcherechniovsky érigé en 1975 à High Park, à Toronto. Il porte l'inscription " Хто визволиться сам, той буде вільний, хто визволить кого, в неволю візьме" (« Il sera libre celui qui s’est libéré soi-même, mais restera captif celui libéré par d’autres »).
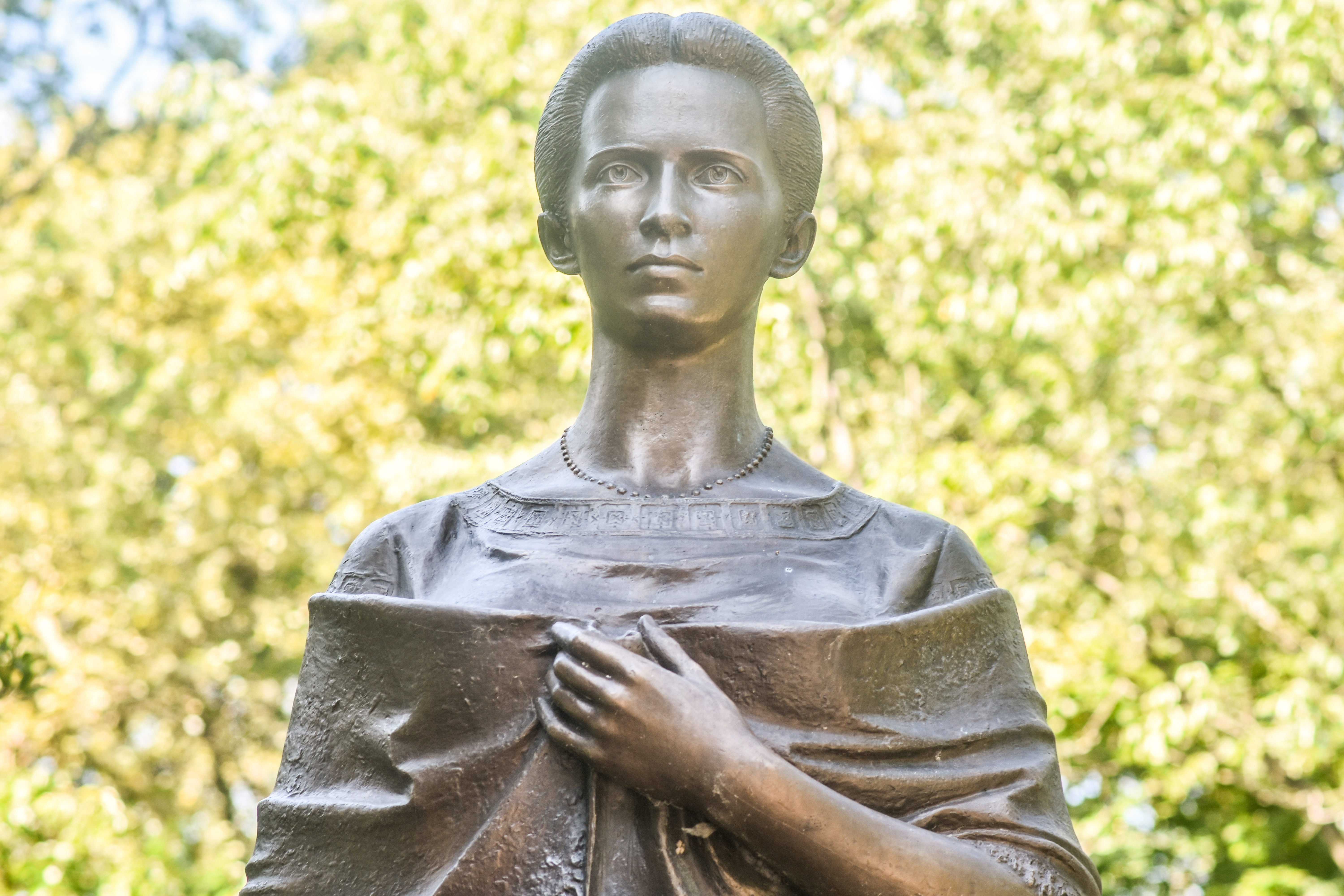
Et à Cleveland.
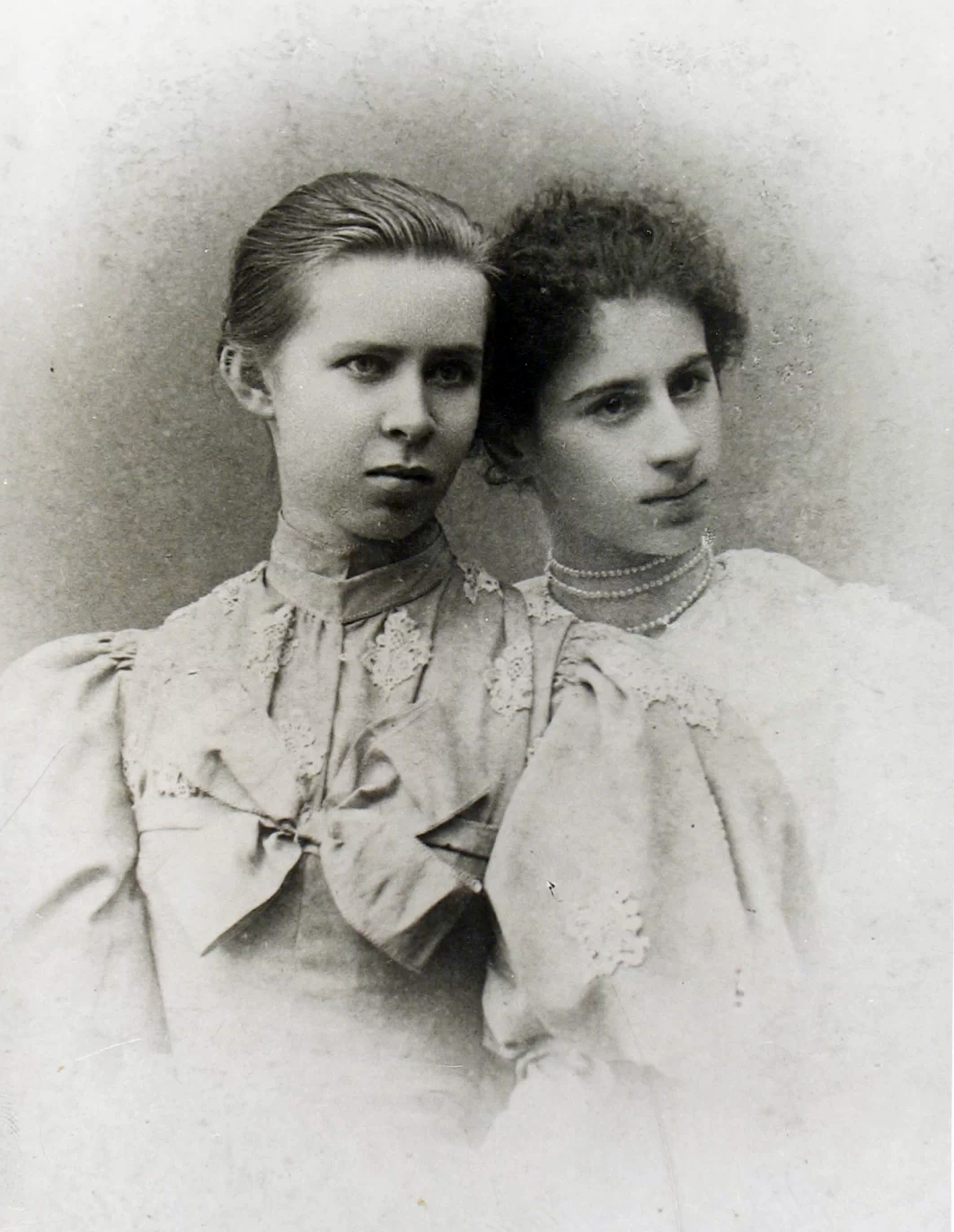
Avec Ariadna Drahomanov en 1894.
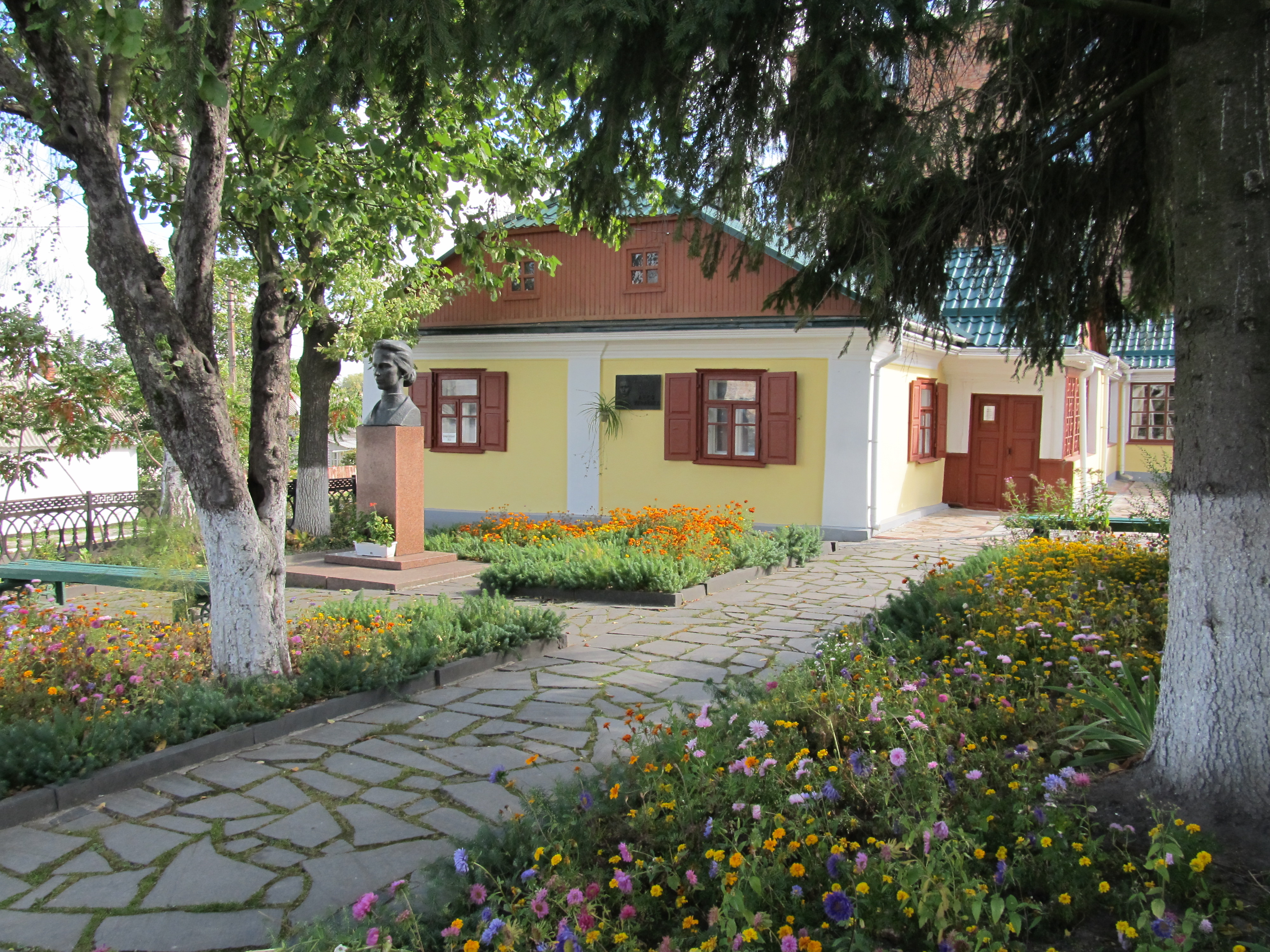
maison natale de Lessia Oukraïnka.
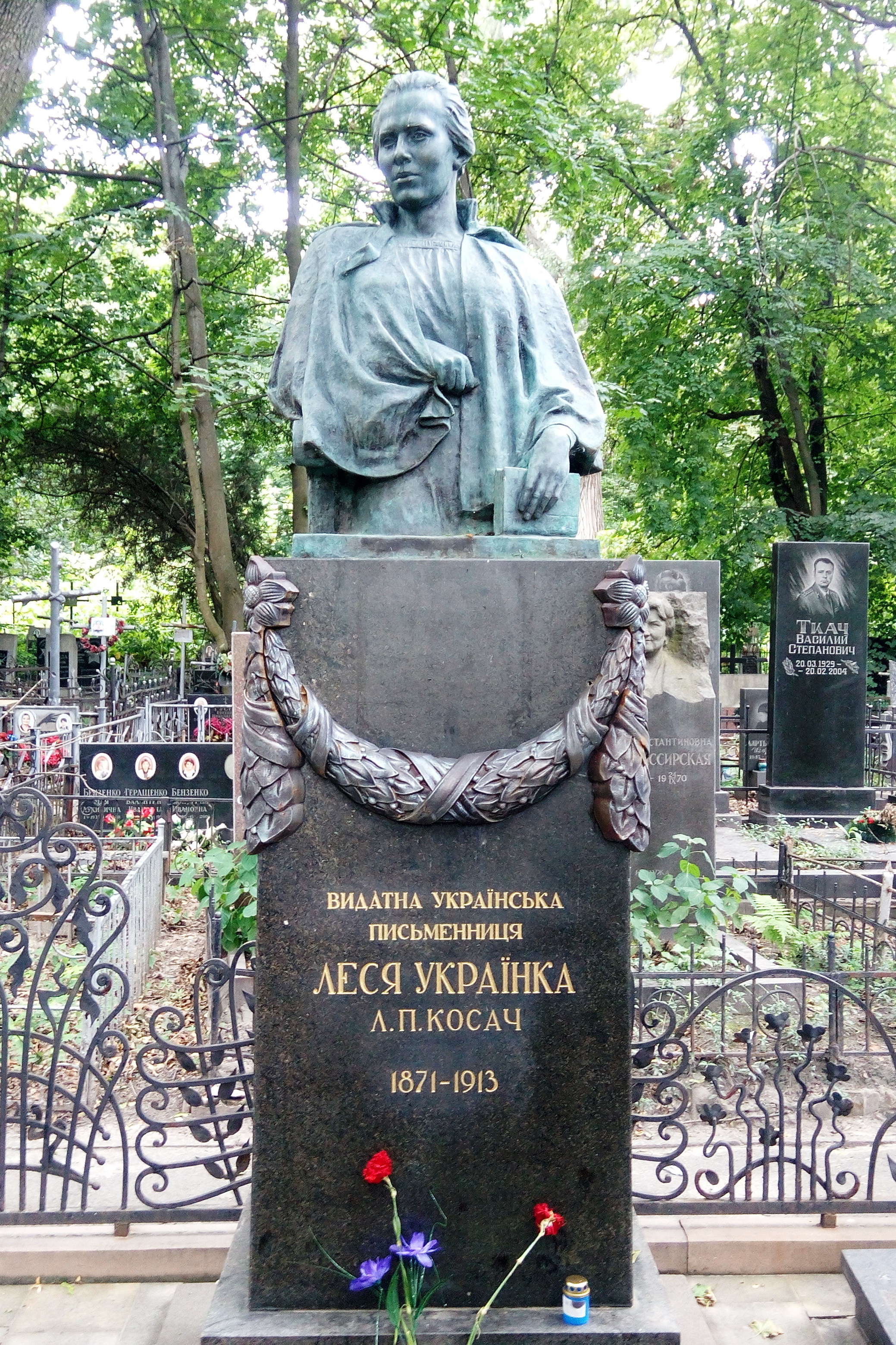
Tombeau de Lessia Oukraïnka.

## Œuvre
- 1880 : L'Espérance

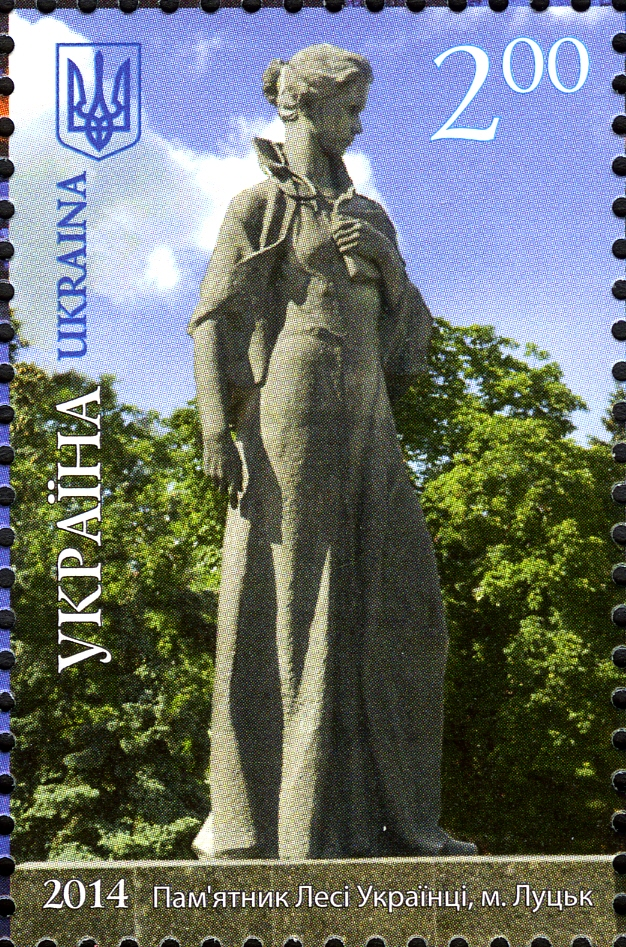
Sa statue de Loutsk en timbre.

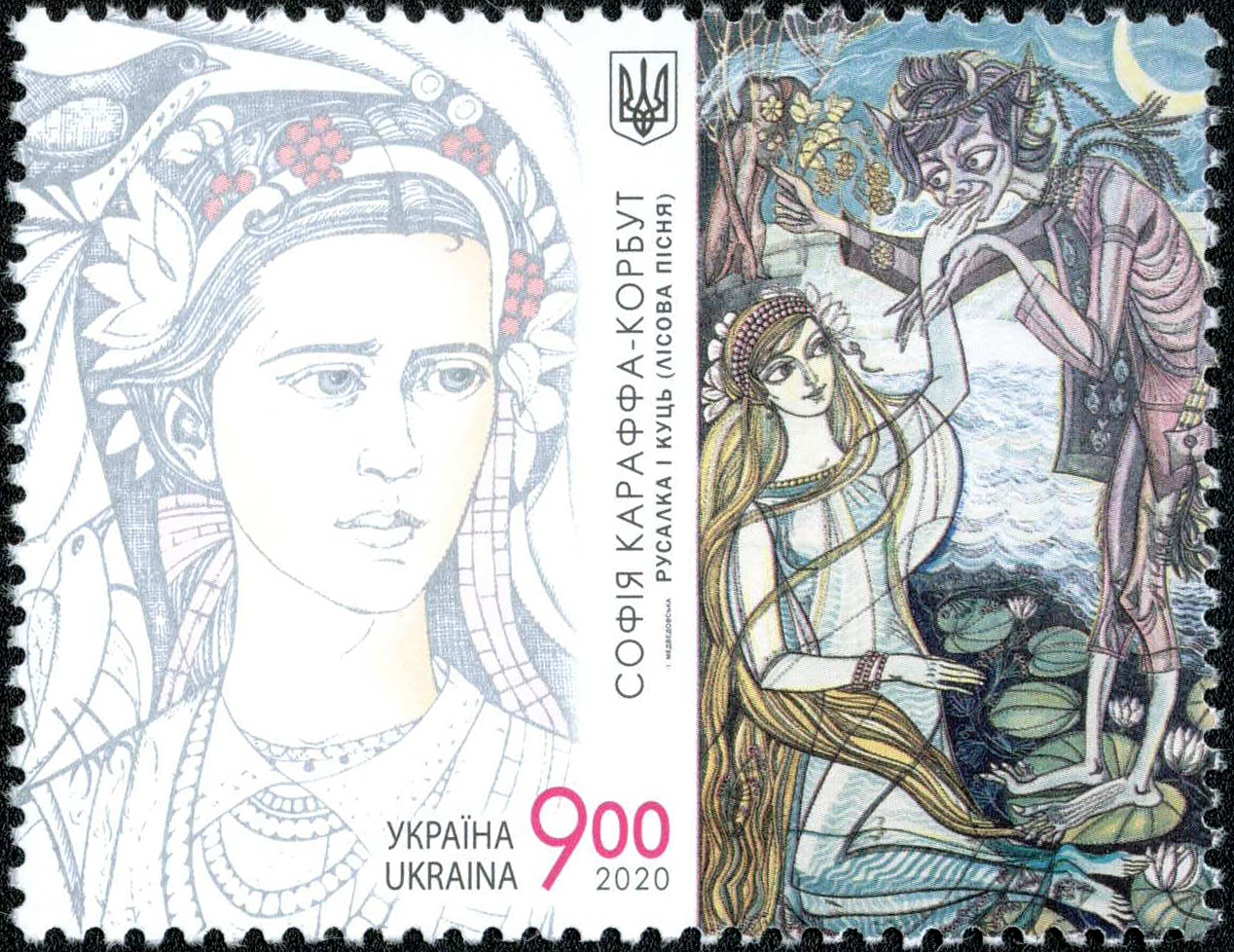
Lessia Oukraïnka et La Chanson de la Forêt sur un timbre de 2020 dessiné par Sofia Karaffa-Korbout.

- 1890 : le 2 mai, J'espère sans espérance ! (Contra spem spero !)
- 1891 : Larmes ô perles
- 1892 : Les Feux de l'aube
- 1893 : Sur les ailes des chansons, recueil
- 1895 : Chants des esclaves
- 1896 : le 25 novembre, Paroles que n'êtes-vous en acier ?
- 1898-1900 : Dans la forêt vierge, pièce
- 1899 : Songes et pensées, recueil
- 1901 : Possédée, pièce
- 1902 : Échos, recueil
- 1903 : La Captivité de Babylone, poème dramatique
- 1903-1907 : Cassandre, pièce
- 1904 : Parmi les ruines, poème dramatique
- 1905 : Conte d'automne, pièce
- 1905 : Dans les catacombes, pièce
- 1908 : Rufin et Priscillien, pièce
- 1911 : La Chanson de la Forêt (Лісова пісня), pièce
- 1912 : Le Seigneur de pierre, pièce

### Traductions de son œuvre
- Œuvres choisies (préface et traductions en français par A. Swirko), Imprimerie Amibel, Bruxelles, 1970, 79 p.
- Cassandre (traduit de l'ukrainien, préfacé et annoté par A. Swirko), Imprimerie Amibel, Bruxelles, 1973, 141 p.
- L'Amphitryon de pierre (traduit de l'ukrainien, préfacé et annoté par A. Swirko), Imprimerie Amibel, Bruxelles, 1974, 143 p.
- L'Espérance : choix de poèmes (traduction française d'Henri Abril), Dnipro, Kiev, 1978. Ce recueil bilingue de 111 pages contient une préface d'Arsène Ichtouk fournissant des renseignements sur la vie et l'œuvre de la poétesse.
- La Chanson sylvestre, drame-féerie en vers (traduction d'Henri Abril), Dnipro, Kiev, 1985.
- (en) Spirit of Flame. A collection of the works of Lesya Ukrainka (traduction en anglais de Percival Cundy), Bookman Associates, New York, 1950, 320 p.
- Lessia Ukraïnka, L'Espérance. Bilingue, traduit par Henri Abril, éditions Circé 2024. ll s'agit d'une édition revue et augmentée du livre de 1978, depuis longtemps épuisé.  (ISBN 978-2-84242-518-0)

## Hommages
- Théâtre Lessia Oukraïnka de Kyïv.

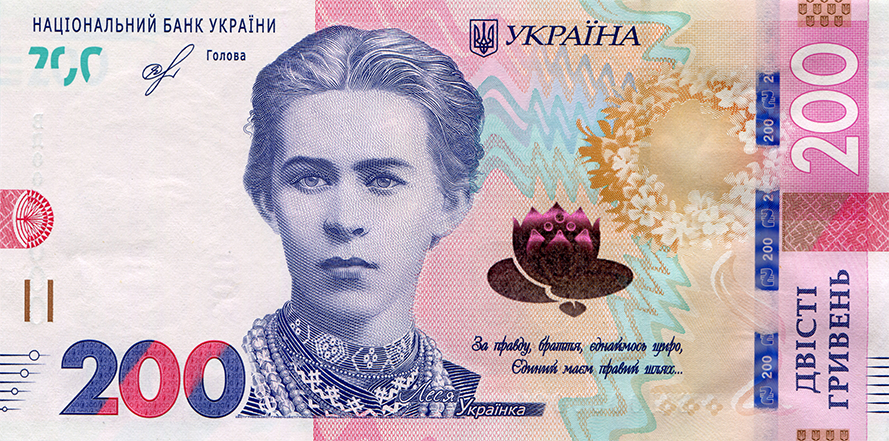
Recto d'un billet de 200 hryvnias.

- Depuis 2007, son effigie orne le recto des billets de 200 hryvnias.
- Université d’État Lessya Oukraïnka de Volhynie[8],[9].
- Un prix à son nom depuis 1972.
- (2616) Lesya, astéroïde.